# Myrlandshaugen
Myrlandshaugen est une localité du comté de Troms, en Norvège.

## Géographie
Administrativement, Myrlandshaugen fait partie de la kommune de Gratangen.